# Llanhennock
Llanhennock är en tidigare community i Storbritannien. Den ligger i kommunen Monmouthshire och riksdelen Wales, i den södra delen av landet, 190 km väster om huvudstaden London.
Den 4 maj 2022 uppgick Llanhennock community i Llangybi community.